# This Is All I Ask
This Is All I Ask è un album in studio del cantante statunitense Tony Bennett, pubblicato nel 1963.

## Tracce
1. Keep Smiling at Trouble
2. Autumn in Rome
3. True Blue Lou
4. The Way That I Feel
5. This Is All I Ask
6. The Moment of Truth
7. Got Her Off My Hands
8. Sandy's Smile
9. Long About Now
10. Young and Foolish
11. Tricks
12. On the Other Side of the Tracks